# سداراسپرینگ (میشیگان)
سداراسپرینگ، میشیگان (به انگلیسی: Cedar Springs, Michigan) یک شهر در ایالات متحده آمریکا با جمعیت ۳٬۵۰۹ نفر است که در میشیگان واقع شده‌است.

## موقعیت جغرافیایی
موقعیت جغرافیایی شهرها و مناطق اطراف به شرح زیر است: